# 書道学科
書道学科（しょどうがっか）とは、書道を教育研究するために大学に設置される学科の名称。書道には芸術としての書道と、書写教育としての書道があるが、前者の場合は書道学科、後者の場合は教育学部などの1課程として設置される場合が多い。

## 書道学科を有する大学など

### 私立大学
- 大東文化大学 文学部 書道学科
- 安田女子大学 文学部 書道学科
- 四国大学 文学部 書道文化学科

### 短期大学
- 滋賀文教短期大学 国文科 書道課程
- 武庫川女子大学短期大学部 日本語文化学科 書道課程